# MACD

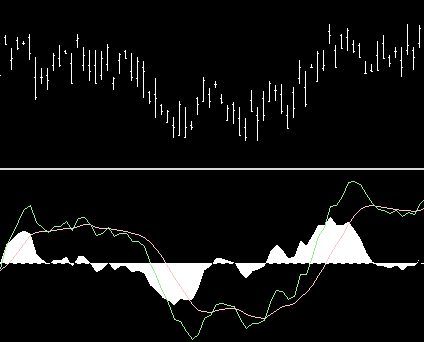
Exemplo de um gráfico candlestick de números aleatórios, com o indicador MACD mostrado na tela abaixo, com parâmetros fast=12 slow=26 smooth=9.

MACD significa Moving Average Convergence / Divergence (Convergência e Divergência de Médias Móveis) e é um indicador bastante popular na análise técnica. Foi criado por Gerald Appel na década de 60 e mostra a diferença entre dois sinais, um rápido e um lento, gerados a partir do movimento das Médias Móveis Exponenciais (MME) no gráfico. Nos anos 80, o MACD se revelou uma valiosa ferramenta para qualquer trader. Com o surgimento da análise técnica computadorizada, ele se tornou menos confiável na era moderna, e a execução de trades baseada no MACD clássico atualmente produz uma maior quantidade de prejuízos. Algumas modificações têm sido feitas ao MACD ao longo dos anos, mas mesmo com a adição do histograma ao MACD (uma exibição do valor do indicador na forma de barras verticais), ele permanece um indicador atrasado. Ele tem sido frequentemente criticado por não refletir condições hostis ou voláteis do mercado.
O MACD é gerado subtraindo uma média móvel exponencial de outra. Os valores clássicos são as médias de 26 e 12 períodos:
{\displaystyle MACD=MME[12]-MME[26]}
Uma linha chamada de "sinal" ou "trigger" é formada calculando uma média móvel exponencial de 9 períodos dos valores da diferença das médias:
{\displaystyle Sinal=MME[9]}
A diferença entre o sinal e o MACD é desenhada usualmente sob forma de um histograma, forma introduzida por Thomas Aspray, no ano de 1986, da seguinte forma:
{\displaystyle Histograma=MACD-signal}